# Góry Stołowe

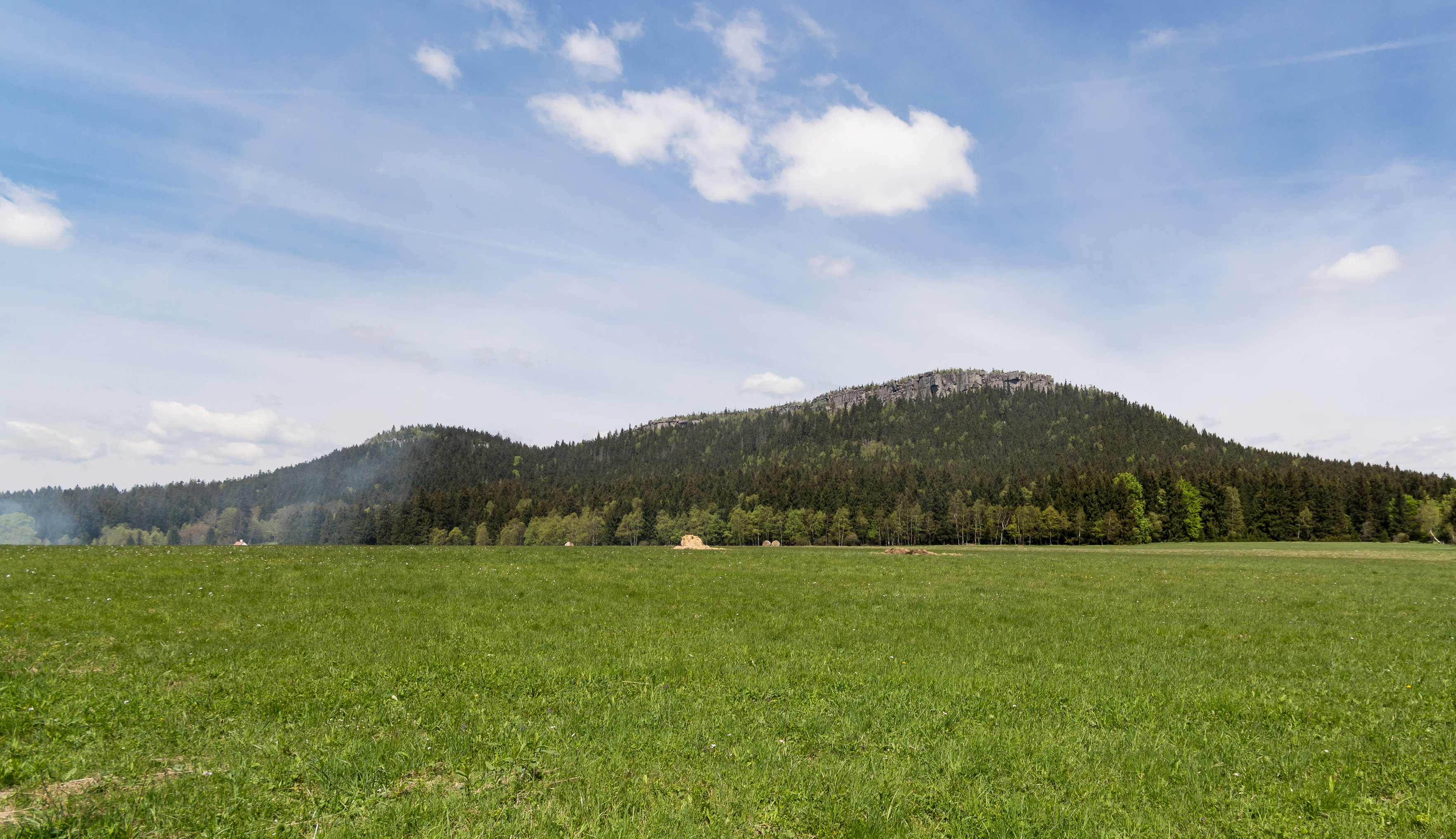
Szczeliniec Wielki widok z Karłowa

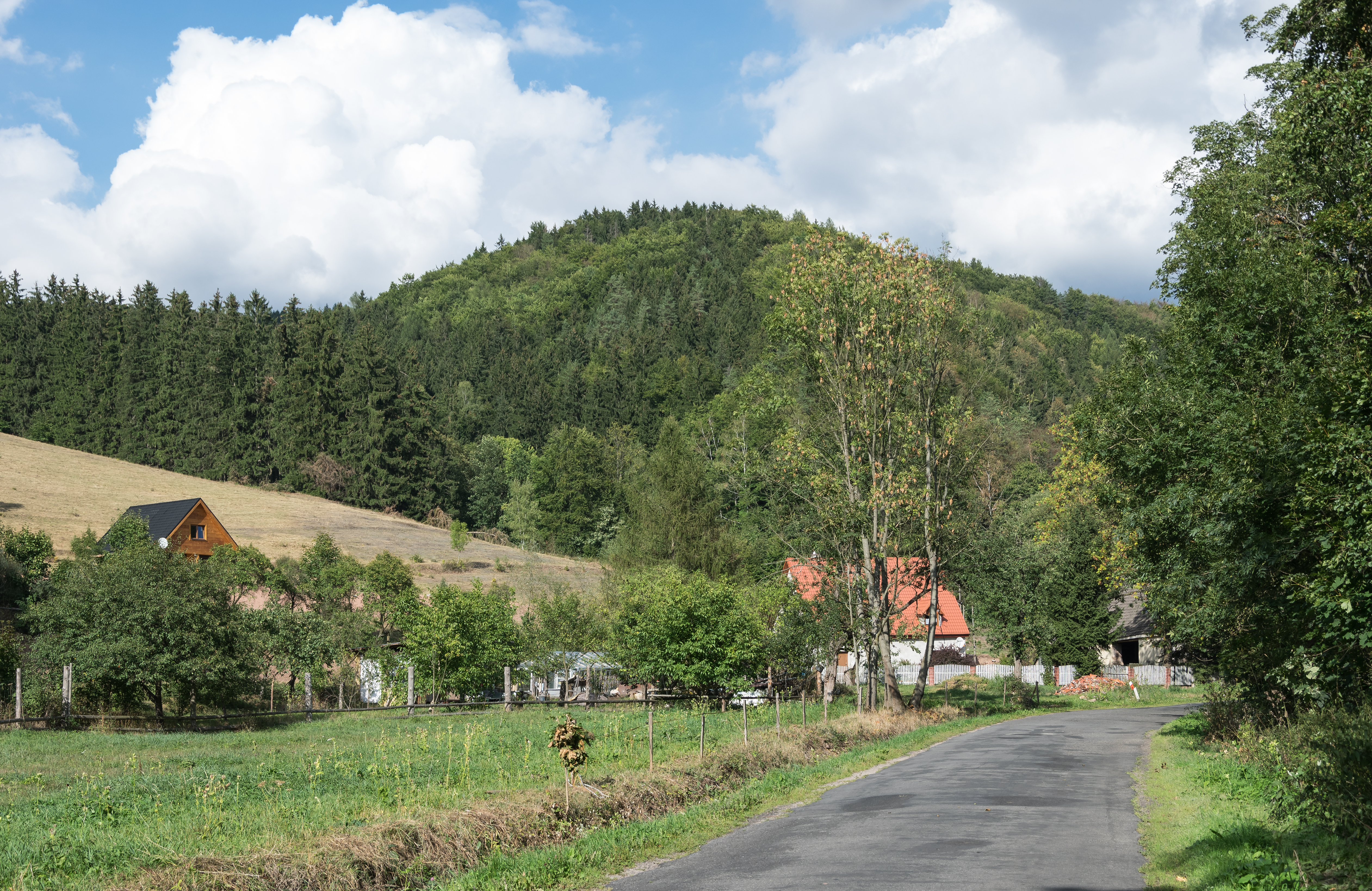
Krucza Kopa

Góry Stołowe (332.48; niem. Heuscheuergebirge, cz. Stolové hory, daw. Hejšovina) – pasmo górskie w łańcuchu Sudetów Środkowych. Wypiętrzone przed 30 milionami lat są jednymi z nielicznych w Europie gór płytowych. Płyty z górnokredowych piaskowców ciosowych ułożone są poziomo – stąd nazwa gór, bo płaskie jak stół. Zachodnia część Gór Stołowych leży na terenie Czech i nosi nazwę Broumovská vrchovina. Północno-zachodni skraj pasma w okolicach Mieroszowa – Gorzeszowa – Krzeszowa – Chełmska – Okrzeszyna nosi nazwę Zaworów. W 1993 na terenie Gór Stołowych utworzono Park Narodowy Gór Stołowych.

## Podział

### Administracyjny
Wschodnia część Gór Stołowych wraz ze Szczelińcem Wielkim położona jest w Polsce, w woj. dolnośląskim, w powiecie kłodzkim. Do Polski należy również najbardziej wysunięta na zachód część gór, pasmo Zawory, leżąca w powiatach kamiennogórskim i wałbrzyskim. Środkowa część gór (pasma Broumovské stěny i Adršpašskoteplické skály) należy do Czech, do kraju hradeckiego.

### Masywy i ich najwyższe punkty
- Właściwe Góry Stołowe:
  - Szczeliniec Wielki (919 m n.p.m.)
  - Skalniak (915 m n.p.m.)
  - Narożnik (849 m n.p.m.)
  - Kopa Śmierci (830 m n.p.m.)
  - Krucza Kopa (722 m n.p.m.)
- Broumovská vrchovina:
  - Broumowskie Ściany (Bożanowski Szpiczak 783 m n.p.m.)
  - Adršpašskoteplické skály (Čáp 785 m n.p.m.)
  - wzniesienie Ostaša (700 m n.p.m.)
- Zawory:
  - Róg (712 m n.p.m.)

## Geologia

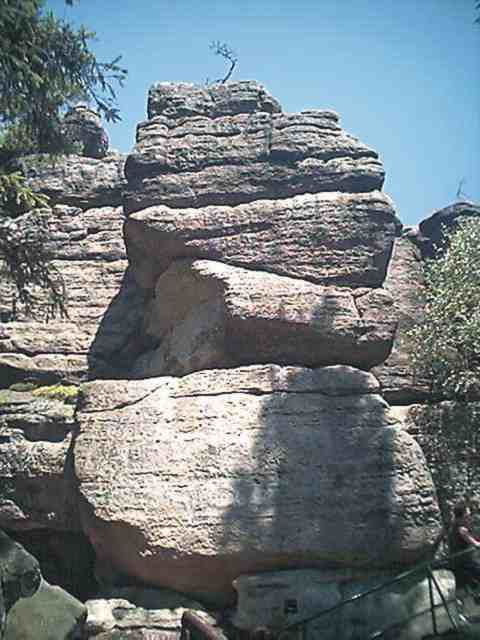
„Kwoka” – skała z piaskowca ciosowego, Szczeliniec Wielki

### Budowa
Góry Stołowe stanowią centralną część niecki śródsudeckiej. Obejmują też niewielkie fragmenty granitoidowej jednostki Kudowy-Olešnic oraz metamorfiku orlicko-kłodzkiego (tu: bystrzycko-orlickiego). Największy obszar w Górach Stołowych zajmują górnokredowe (cenoman, turon, koniak) skały osadowe niecki śródsudeckiej, w północno-zachodniej części leżące prawie poziomo, w północno-wschodniej zapadające lekko ku południowi. Skały te tworzą sześć kompleksów skalnych, są to (od dołu):
- piaskowce ciosowe dolne (cenoman)
- piaskowce glaukonitowe (cenoman)
- margle ilasto-piaszczyste z wkładkami piaskowca ciosowego (turon dolny lub cenoman – turon)
- margle ilaste (turon)
- piaskowce ciosowe górne (turon górny – koniak)

Na linii Polanica-Zdrój – Batorów – Karłów – Ostra Góra (wzdłuż osi głównej gór) biegnie uskok tektoniczny – część płyty po południowej stronie uskoku zrzucona jest o ok. 40 m.
U północnych podnóży występują czerwone piaskowce, mułowce i zlepieńce permskie. Po stronie czeskiej oraz w Zaworach na utworach permskich zalegają niezgodnie czerwone piaskowce triasowe. Część południowa zbudowana jest z karbońskiego czerwonego granitu oraz ze starszych skał metamorficznych – łupków łyszczykowych, fyllitów oraz niewielkich wkładek amfibolitów i marmurów (wapieni krystalicznych), gnejsów. Te starsze skały przykryte są częściowo osadami czwartorzędowymi.

### Rozwój rzeźby
Rozwój rzeźby Gór Stołowych rozpoczął się w chwili wycofania się morza górnokredowego. Po wycofaniu się morza nastąpił długotrwały okres spokoju tektonicznego, wskutek czego powstała rozległa powierzchnia zrównania (której fragmenty zachowały się w wierzchowinie Gór Stołowych – na wysokości 850–920 m n.p.m. – Szczeliniec Wielki, Szczeliniec Mały, Skalniak i Narożnik).

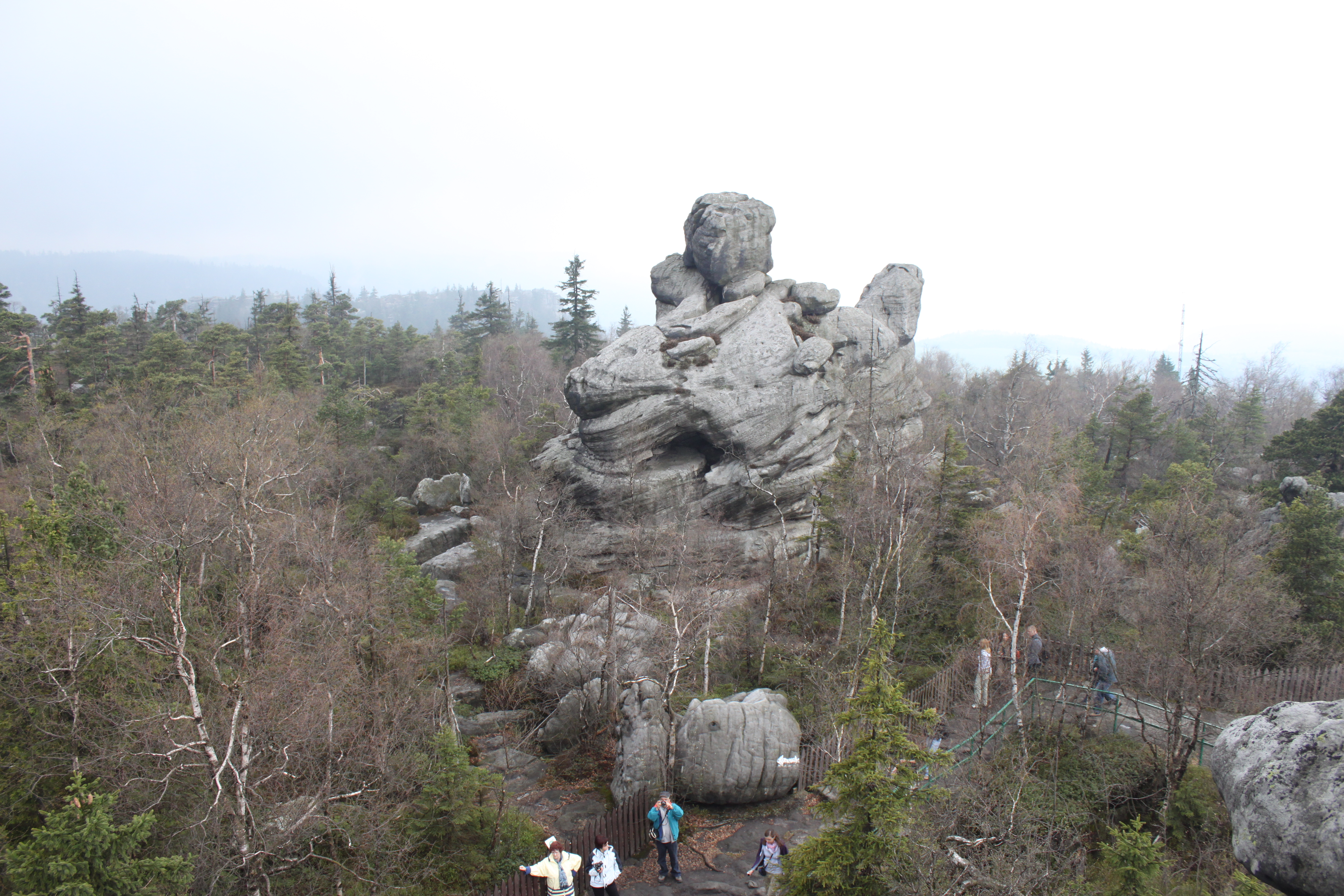
Skała „Głowa Konia” na Szczelińcu Wielkim

Pod koniec środkowego oligocenu góry zaczęły się wypiętrzać, powierzchnia zrównania została rozczłonkowana i wyniesiona na różne wysokości. W czasie trwania górnego oligocenu i dolnego miocenu ukształtowała się kolejna powierzchnia zrównania (obecnie na wysokości 500–800 m n.p.m.), po czym w środkowym miocenie nastąpiło kolejne wypiętrzenie, i do środkowego pliocenu wytworzył się trzeci, najniższy poziom zrównań (obecnie na wysokości 400–500 m). Pod koniec środkowego w i górnym pliocenie nastąpiły kolejne ruchy górotwórcze, które ponownie wyniosły obszar Gór Stołowych. W zmiennym klimacie ławice górnego piaskowca ciosowego ulegały intensywnym procesom wietrzenia, powstały bezodpływowe niecki typu bolsonów, przez co powstały formy charakterystyczne dla współczesnych rejonów subtropikalnych i sawannowych – stąd określenie Sawanna Łężycka. W plejstocenie, wskutek ochłodzenia klimatu powstały rumowiska skalne i torfowiska wysokie.

### Surowce mineralne
- Piaskowce
  - Dolne piaskowce ciosowe – barwy od żółtej do brunatnej, drobnoziarniste, ze sporą zawartością skaleni i glaukonitu, spojone lepiszczem ilastym. Eksploatowane były w okolicach Kudowy-Zdroju i Chocieszowa, miały zastosowanie w rzeźbiarstwie i budownictwie.
  - Środkowe piaskowce ciosowe, o zróżnicowanym składzie granulometrycznym i mineralnym, barwy od jasnożółtej do ciemnobrunatnej, czasem czerwonawej. Eksploatowane są w okolicach Radkowa, Wambierzyc i Złotna – obecnie eksploatacja wstrzymana, mają zastosowanie w budownictwie i kamieniarstwie
  - Jasne piaskowce – białej lub jasnożółtej barwy, o stałym składzie granulometrycznym i mineralnym (do 95% ziarna kwarcowego), eksploatowane w okolicach Radkowa i Szczytnej – obecnie eksploatacja wstrzymana.
- W 2 połowie XIX w. w okolicach Pstrążnej eksploatowano niewielkie złoża węgla kamiennego.
- Margle – cienkie wkładki margli w różnych poziomach piaskowców były w przeszłości obiektem lokalnej eksploatacji.
- Różowe, czerwone i ciemnoszare granity kudowskie występują w południowo-zachodniej części Gór Stołowych. Były eksploatowane w niewielkich kamieniołomach.

## Wody

### Europejski dział wód
Góry Stołowe leżą na europejskim dziale wodnym, rozdzielającym wody mórz Bałtyckiego i Północnego.

### Wody powierzchniowe
Góry Stołowe odwadniane są przez cztery rzeki. Część zachodnią (w większości leżącą w Czechach) odwadnia lewobrzeżny dopływ Łaby, rzeka Metuje (dopływy: Czermnica (rzeka), Kudowski Potok, Brlenka, Klikawa, Dańczówka). Południowo-wschodnią część gór odwadniają rzeki Ścinawka (dopływy: Pośna, Cedron) oraz Bystrzyca Dusznicka (dopływy: Kamienny Potok, Czerwona Woda, Cicha, Toczek), będące lewobrzeżnymi dopływami Odry.

### Wody podziemne
Źródła występujące w Górach Stołowych zaliczają się do typu źródeł warstwowych, większość z nich występuje na kontakcie piaskowców ciosowych z nieprzepuszczalnymi marglami.

### Wody mineralne
Góry Stołowe zbudowane są z warstw porowatych, łatwo wchłaniających wodę piaskowców i nieprzepuszczalnych, lecz poprzecinanych uskokami margli, co sprzyja występowaniu wód mineralnych. W okolicy istnieje wiele znanych uzdrowisk, takich jak Duszniki-Zdrój (szczawy wodorowęglanowe, wapniowo-magnezowe, sodowe i żelaziste), Polanica-Zdrój (szczawy alkaliczno-ziemne i alkaliczno-ziemno-żelaziste), Kudowa-Zdrój (wody arsenowe).

## Klimat
Góry Stołowe leżą w strefie oddziaływania mas powietrza polarnego, arktycznego, umiarkowanie kontynentalnego, podzwrotnikowego i z wyższych warstw atmosfery. W ciągu roku jest więcej dni pochmurnych, niż słonecznych, największe zachmurzenie występuje w okresie jesienno-zimowym, najmniejsze w lecie.
- maksimum termiczne: lipiec, średnia temperatura 15,4 °C
- minimum termiczne: styczeń, średnia temperatura powietrza −3,2 °C
- średnia temperatura roczna 6 °C
- czas trwania zimy: 14–16 tygodni
- okres wegetacyjny: nie dłużej niż 27 tygodni
  - w kotlinach rozpoczyna się w drugiej dekadzie kwietnia
  - na wierzchowinie w trzeciej dekadzie kwietnia
- lato termiczne:
  - w kotlinach około 8 tygodni
  - na wierzchowinie praktycznie nie występuje
- opady roczne:
  - w kotlinach 800–1000 mm
  - na wierzchowinie powyżej 1100 mm
  - maksimum opadowe: lipiec, minimum w lutym–marcu, często w grudniu i styczniu
- zaleganie śniegu:
  - w partiach szczytowych do 75 dni (w rozpadlinach dłużej)
  - w kotlinach około 50 dni
- dominujące wiatry: południowo-zachodnie (na wierzchowinie wzrasta udział wiatrów północnych)

## Flora

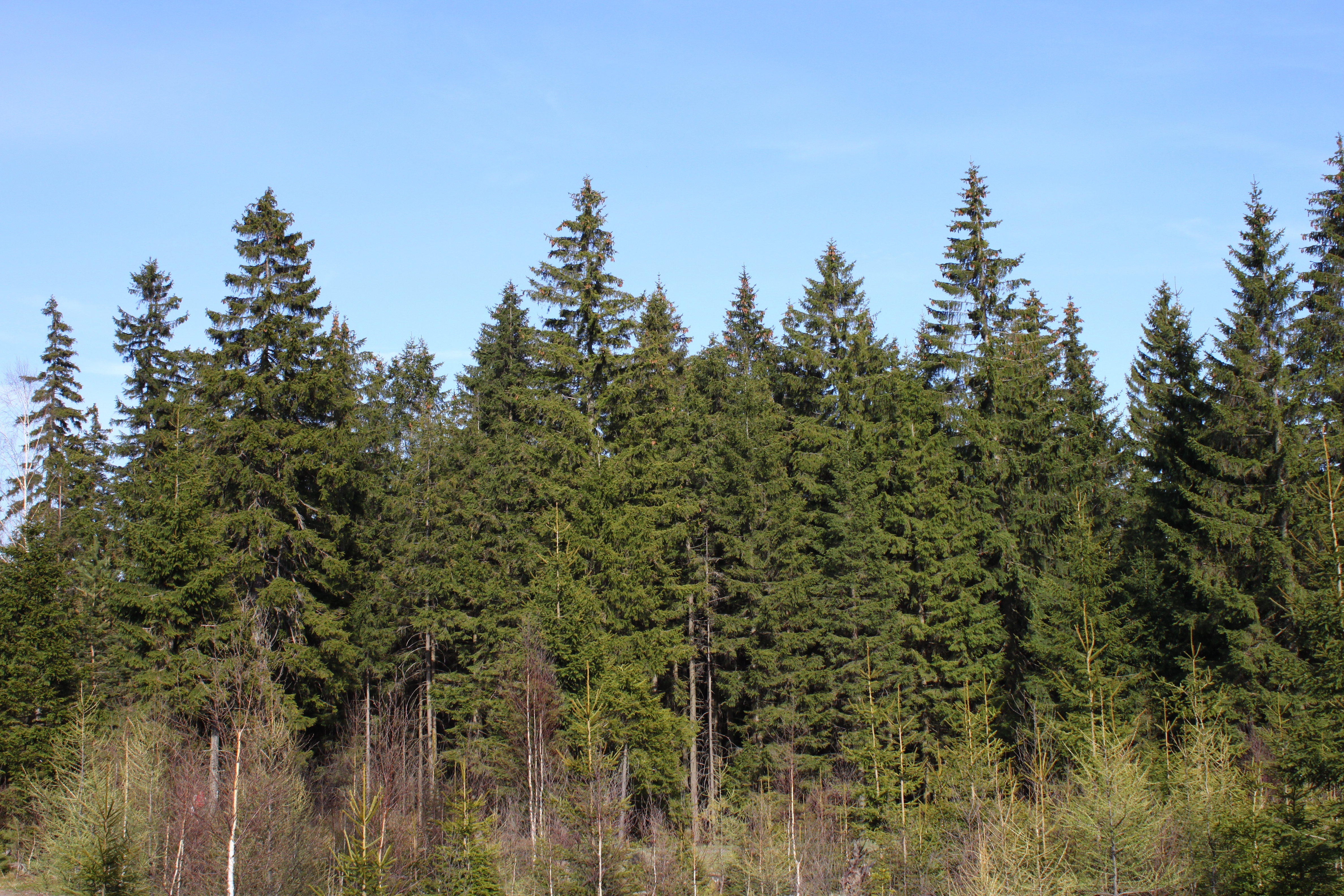
Drzewostan świerkowy w Górach Stołowych

### Lasy
W lasach Gór Stołowych dominują wprowadzone tu przez człowieka monokultury świerkowe, które zastąpiły wycięte wcześniej lasy liściaste i mieszane regla dolnego. Najsłabiej reprezentowane są lasy łęgowe. Dolnoreglowe lasy liściaste zachowały się tylko na niewielkich obszarach w trudno dostępnym terenie.
- zespół żyznej buczyny sudeckiej Dentario enneaphylli-Fagetum, m.in. w górnym biegu Pośny, na zachodnich zboczach Błędnych Skał oraz w rejonie Rogowej Kopy
- zespół jaworzyny z miesiącznicą trwałą Lunario-Aceretum pseudoplatani pod Rogową Kopą
- zespół świerczyny dolnoreglowej Abieti-Piceetum
- zespół torfowiska wysokiego leśnego z udziałem sosny drzewokosej Pinus x rhaetica na Wielkim Torfowisku Batorowskim.

Od wielu lat prowadzona jest przebudowa sztucznych drzewostanów świerkowych na las zbliżony składem gatunkowym do naturalnych drzewostanów regla dolnego. Sadzone są głównie buki, jodły i jawory. Tylko na obszarze samego Parku Narodowego Gór Stołowych przebudowie podlega około 3000 ha. Paradoksalnie odradzające się lasy zasłaniają to, co wyróżnia Góry Stołowe – rzadko spotykane gdzie indziej formy skalne.

### Łąki
Na łąkach Gór Stołowych występuje uważany za symbol ziemi kłodzkiej pełnik europejski Trollius europaeus, zwany tu różą kłodzką (niem. Glatzer Rose). Interesujące są tu również występujące m.in. wokół Skałek Łężyckich łąki ostrożeniowe Cirsietum rivularis i łąki ostrożeniowo-rdestowe wokół Karłowa i Pasterki.

### Roślinność naskalna

#### Rośliny cieniolubne
W Górach Stołowych w zacienionych i wilgotnych szczelinach skalnych występuje wiele roślin cieniolubnych i higrofilnych. Szczególnie bogata jest flora zarodnikowa, wyróżniają się pod tym względem zwłaszcza zbocza Rogowej Kopy i Szczelińca Wielkiego, gdzie znajduje się np. jedyne w Europie Środkowej stanowisko jednego z gatunków wątrobowców. Na terenie pasma wśród przedstawicieli mchów i wątrobowców występują również endemity i gatunki reliktowe.

#### Rośliny kserotermiczne
Na nagrzanych słońcem skałach występują zespoły roślinności kserotermicznej.

### Rośliny chronione
Wiele z występujących w Górach Stołowych roślin znajduje się pod ochroną, są to m.in. arnika górska, barwinek pospolity, cis pospolity (głównie stanowiska antropogeniczne), dziewięćsił bezłodygowy, goryczka orzęsiona, lilia złotogłów, parzydło leśne, śnieżyczka przebiśnieg, śnieżyca wiosenna, rosiczka okrągłolistna, storczyk męski, storczyk bzowy, kukułka Fuchsa, kukułka szerokolistna, widłak wroniec, widłak goździsty, wawrzynek wilczełyko, zimowit jesienny, sosna drzewokosa. Poza sosną drzewokosą są to rośliny typowe dla większości pasm sudeckich.

## Fauna
W podziale faunistycznym Polski Góry Stołowe należą do części zachodniosudeckiej, która charakteryzuje się brakiem gatunków karpackich i występowaniem w kierunku zachodnim coraz większej liczby gatunków alpejskich.
Z powodu dużego zalesienia regionu w górach tych można spotkać typowo leśne gatunki zwierząt, takie jak jeleń, sarna lub dzik. Inne ssaki występujące tu, to na przykład borsuk, popielica i orzesznica. Wśród ptaków najwięcej występuje gatunków charakterystycznych dla borów, np. sikora sosnówka, mysikrólik, pliszka górska, rudzik. Wiele gatunków jest bardzo rzadkich: jarząbek, słonka, bocian czarny, trzmielojad, kobuz czy sóweczka i włochatka (charakterystyczne dla tajgi).
Przez Góry Stołowe przebiega zachodnia granica występowania ślimaka karpackiego, do ciekawszych gatunków ślimaków występujących tu zalicza się również jeden z najmniejszych polskich ślimaków, świdrzyk stępiony. W pobliżu potoków można natknąć się na salamandrę plamistą, na skałach wygrzewa się czasem żmija zygzakowata. W okolicy granicy polsko-czeskiej występuje sprowadzony tu z Korsyki muflon. Bardzo bogata jest fauna pajęczaków, wiele z nich występuje jedynie tutaj.

## Ochrona przyrody

Emblemat PNGS

Część Gór Stołowych o powierzchni 63 km² leżąca po stronie polskiej objęta jest Parkiem Narodowym Gór Stołowych (PNGS), utworzonym 16 września 1993 na bazie Stołowogórskiego Parku Krajobrazowego (utworzonego w 1981 r.). Na terenie parku znajdują się trzy rezerwaty: udostępnione dla turystów rezerwaty krajobrazowe „Szczeliniec Wielki” i „Błędne Skały” oraz rezerwat torfowiskowy Wielkie Torfowisko Batorowske, planuje się utworzenie kolejnych rezerwatów: Łężyckie Skałki, Nad Pośną, Pasterska Góra i Rogowa Kopa.
Niegdyś w okolicy Borowiny (wsi leżącej niedaleko Polanicy-Zdroju) istniał rezerwat modrzewia – niektóre okazy liczyły sobie 200 lat i 30 m wysokości. Drzewa hodowano m.in. na maszty okrętów. W styczniu 1955 drzewostan został przetrzebiony przez wichurę, po czym zlikwidowany został rezerwat.
Ochroną objęta jest również część Gór Stołowych po stronie czeskiej: cały jej teren objęty jest Obszarem Chronionego Krajobrazu (CHKO) Broumovsko zajmującym powierzchnię 410 km². Najcenniejsze obszary CHKO Broumovsko (najbardziej chronione, tzw. strefa pierwsza) to trzy rezerwaty na terenie Skał Adrszpasko-Teplickich, dwa na północny zachód od miasta Police nad Metují, i Rezerwat Przyrody Broumowskie Ściany. Druga strefa CHKO Broumovsko to głównie łąki i pastwiska, trzecia to obszary uprawne, a czwarta to teren miast i ich okolic.

## Historia
Historia Gór Stołowych jest ściśle powiązana z historią ziemi kłodzkiej. Przez obszary sąsiadujące z Górami Stołowymi już w starożytności przechodziły szlaki handlowe, wzdłuż których powstawały osady. Pierwsze wzmianki o wsiach w regionie pochodzą z XIV w. Szlaków handlowych strzegły wtedy warowne grody, takie jak Zamek Homole, Náchod, Radków i Ratno. Zaczęły się wtedy wykształcać jednostki, które później określono mianami Państewko Homolskie (Duszniki, Lewin Kłodzki i okoliczne wsie), Broumowszczyzna i Państewko Náchodskie. W XIV w. zaczęto przeprowadzać kolonizację na prawie niemieckim prawo magdeburskie, w oparciu głównie o miejscową ludność pochodzenia słowiańskiego.
W I poł. XV w. na ziemię kłodzką spadły najazdy husytów, najbardziej niszczycielskie w latach 1425–1434, kiedy to np. zdobyto i spalono Radków. Stała się ona wtedy bazą dla wojsk czeskich, przez co została kilkakrotnie spustoszona i przez ponad sto lat dźwigała się z ruin. Husyci oszczędzali ludność słowiańską, przez co region Gór Stołowych ucierpiał stosunkowo mało. W 1459 r. król czeski, Jerzy z Podiebradów, ustanowił ziemię kłodzką samodzielnym hrabstwem. W 1526 ziemia kłodzka wraz z Czechami i Śląskiem dostały się pod panowanie Habsburgów. W ponadstuletnim okresie pokoju rozwinęło się tu tkactwo, sukiennictwo i papiernictwo, w Kudowie, Polanicy i Dusznikach wybudowano pierwsze obiekty zdrojowe.
W I poł. XVII w. przez Europę przetoczyła się wojna trzydziestoletnia, po której ziemia kłodzka potrzebowała kolejnego wieku na odbudowę. Następnie znów poniosła spore straty w czasie wojen śląskich, po których ostatecznie w 1763 r. została włączona do Prus. W tym czasie do ziemi kłodzkiej została włączone Kudowa z okolicą.
W XIX w. w Górach Stołowych rozpoczął się rozwój turystyki, któremu sprzyjała budowa nowych traktów komunikacyjnych (w 1890 r. linia kolejowa z Kłodzka do Szczytnej przez Polanicę, w 1902 r. przedłużona do Dusznik i w 1905 r. do Kudowy-Zdroju. W 1903 r. zbudowano linię ze Ścinawki Średniej do Radkowa, a w 1870 Drogę Stu Zakrętów).
W czasie II wojny światowej na terenie Gór Stołowych nie prowadzono działań wojennych, teren został włączony do Polski po kapitulacji III Rzeszy, jednak do Kudowy Zdroju i jej okolic rościli sobie pretensje również Czesi, którzy wkroczyli na terytorium ziemi kłodzkiej, by odebrać je siłą. Po wojnie na ten obszar przesiedlono Polaków (m.in. z Kresów Wschodnich), wybudowano kilka fabryk, wprawdzie niewielkich, jednakże uciążliwych dla środowiska (np. huta szkła w Szczytnej, zakłady włókiennicze w Kudowie Zdroju). Prywatne pensjonaty zamieniono na zakładowe ośrodki wczasowe.
Po zmianie ustroju w Polsce w 1989 r. wiele nierentownych zakładów przemysłowych upadło. Obecnie największe znaczenie w regionie mają Zakłady Elektrotechniki Motoryzacyjnej w Dusznikach-Zdroju, Zetkama w Ścinawce Średniej oraz rozlewnie wody mineralnej w Polanicy i Jeleniowie. Stopniowo polepsza się także infrastruktura turystyczna.

## Turystyka piesza

### Najwyższe szczyty

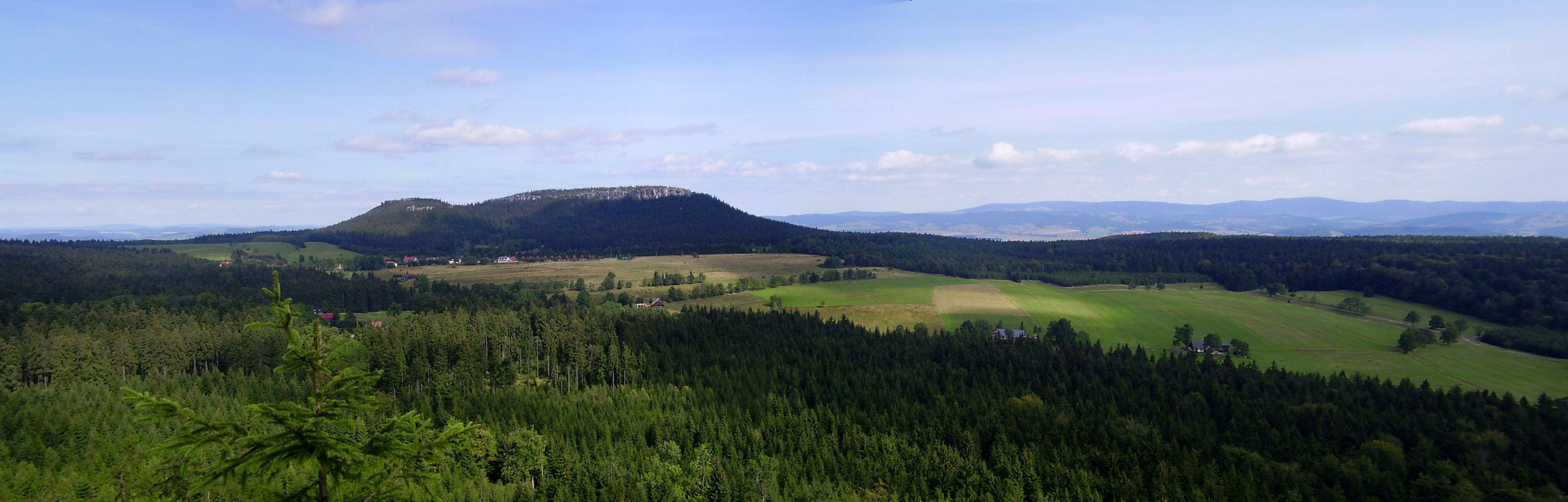
Widok na Szczeliniec Wielki z Fortu Karola

Najwyższym szczytem Gór stołowych jest Szczeliniec Wielki (czes. Velká Hejšovina) 919 m n.p.m., w formie widocznego z daleka płaskowyżu – najwyżej położonym punktem jest 12-metrowa skała Fotel Pradziada.
Inne znane szczyty Gór Stołowych po stronie polskiej to:
- Skalniak (czes. Bor) (915 m n.p.m.)
- Szczeliniec Mały (896 m n.p.m.)
- Narożnik (851 m n.p.m.)
- Błędne Skały

Po stronie czeskiej:
- Božanovský Špičak (773 m n.p.m.)
- Koruna (769 m n.p.m.)
- Hvězda (671 m n.p.m.)
- Ostaš (700 m n.p.m.)

### Inne atrakcje turystyczne
Rezerwat Błędne Skały, Skalne Grzyby, Kamień Popielny, Białe Ściany, Radkowskie Skały, Szosa Stu Zakrętów, Skałki Łężyckie, Wielkie Torfowisko Batorowskie, skalne grzyby koło Złotna, Broumovské stěny, Adršpašskoteplické skály.
W okolicy Gór Stołowych warto zwiedzić również liczne zabytki, w tym:
- Wambierzyce zwane „Śląską Jerozolimą”
- Kaplica Czaszek w Czermnej koło Kudowy-Zdroju
- Skansen budownictwa sudeckiego w Pstrążnej
- Fort Karola na górze Ptak w pobliżu Karłowa
- Drewniane dzwonnice sygnalizacyjne w Dańczowie, Jerzykowicach Wielkich i Kudowie
- Dworek Chopina w Dusznikach-Zdroju
- Muzeum Papiernictwa w Dusznikach-Zdroju w zabytkowej papierni

### Szlaki w polskiej części Gór Stołowych
- – fragment Głównego Szlaku Sudeckiego im. M. Orłowicza. Kudowa-Zdrój – Błędne Skały – Karłów – Skalne Grzyby – Wambierzyce (czas przejścia ok. 460 min w kierunku z Kudowy-Zdroju do Wambierzyc, ok. 470 min w kierunku przeciwnym)

Atrakcje: Błędne Skały, Skalniak, Szczeliniec Wielki, Skalne Grzyby.
- Kudowa-Zdrój – Błędne Skały – Pasterka – Karłów – Skały Puchacza – Batorów (czas przejścia z Kudowy-Zdroju do Batorowa ok. 400 min, ok. 380 min w kierunku przeciwnym)

Atrakcje: Błędne Skały, Pasterka, Skały Puchacza, Urwisko Batorowskie.
- Kudowa-Zdrój – Krucza Kopa – Polana YMCA (czas przejścia z Kudowy-Zdroju do Polany YMCA ok. 145 min i ok. 120 min w kierunku przeciwnym)

Atrakcje: Buczyny w rejonie Rogowej Kopy, panorama z punktu widokowego przy krzyżu na Kruczej Kopie.
- Kulin Kłodzki – Łężyckie Skałki – Lisia Przełęcz (czas przejścia z Kulina Kłodzkiego na Lisią przełęcz ok. 140 min i ok. 125 min w kierunku przeciwnym)

Atrakcje: roślinność łąkowa Skałek Łężyckich.
- Radków – Pasterka – Przełęcz między Szczelińcami – Karłów – Lisia Przełęcz – Białe Skały – Skalne Grzyby – Batorówek (czas przejścia z Radkowa do Batorówka ok. 410 min i ok. 355 min w kierunku przeciwnym)

Atrakcje: Narożnik, Niknąca Łąka, Skalne Grzyby
- Karłów – Lisia Przełęcz – Skały Puchacza – Duszniki-Zdrój (czas przejścia z Karłowa do Dusznik-Zdroju ok. 155 min i ok. 185 min w kierunku przeciwnym)
- Wambierzyce – Pielgrzym – Skalne Grzyby – Batorówek (czas przejścia z Wambierzych do Batorówka ok. 150 min i ok. 130 min w kierunku przeciwnym)

Szlaki niebieskie pełniące funkcje łączników między szlakami innych znaków:
- Dańczów – Darnków (czas przejścia z Dańczowa do Darnkowa ok. 85 min i ok. 70 min w kierunku przeciwnym)
- Radków – Przełęcz między Szczelińcami (czas przejścia z Radkowa do Przełęczy między Szczelińcami ok. 110 min i ok. 70 min w kierunku przeciwnym)
- Radków – Droga nad Urwiskiem (czas przejścia ok. 100 min z Radkowa do Drogi nad Urwiskiem i ok. 80 min w kierunku przeciwnym)
- Polana YMCA – Błędne Skały (czas przejścia z Polany YMCA na Błędne Skały ok. 30 min i ok. 25 min w kierunku przeciwnym)

## Wspinaczka
Tereny Gór Stołowych są znakomitym miejscem do uprawiania wspinaczki. Wspinaczkową eksplorację tych terenów rozpoczęli niemieccy wspinacze skalni ok. 1910 roku i kontynuowali oni tę działalność aż do II wojny światowej. Grupa wspinaczy z saksońskiego klubu wspinaczkowego, zdobyła wszystkie wolno stojące skałki na terenie Szczelińca Wielkiego, Małego oraz większość z obszaru Narożnika, Skalnych Grzybów, Radkowskich Skał i Starego Biwaku. Większość nazw skałek, stosowanych przez wspinaczy w tym rejonie, pochodzi z przewodnika wspinaczkowego wydanego w 1936 r. przez niemieckich wspinaczy. Nazwy te rzadko są tożsame z nazwami występującymi w przewodnikach turystycznych, których autorzy mają bardzo mgliste pojęcie o rozmieszczeniu poszczególnych skał i nazywają je często według własnego uznania.

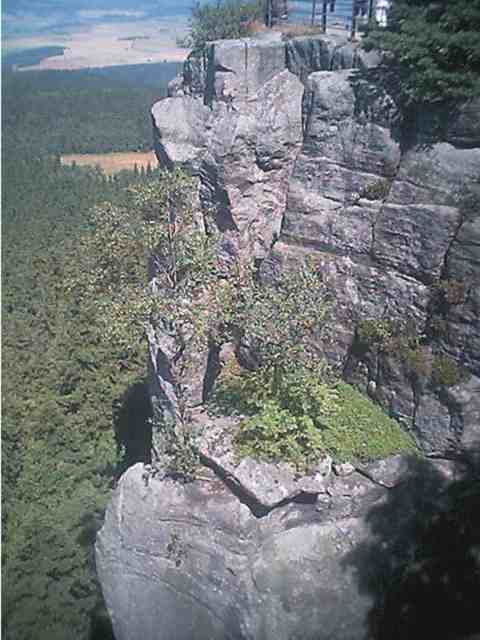
Północna ściana Szczelińca.

Po II wojnie światowej teren ten został zapomniany przez wspinaczy na długie lata. Niemcy z NRD nie mogli tu jeszcze przyjeżdżać, zaś polscy wspinacze nie mieli tradycji wspinania się w tego rodzaju piaskowcowych formacjach skalnych.
Niewielka grupka saksońskich wspinaczy pojawiła się tu dopiero pod koniec lat 60. z Horstem Dievockiem na czele, który znał te tereny jeszcze z dzieciństwa. Grupka ta została jednak szybko przepędzona przez WOP, który podejrzewał wspinaczy niemieckich o jakieś bliżej nieokreślone działania dywersyjno-szpiegowskie. Sam Horst Diele został nawet osadzony czasowo w areszcie i był przez kilka dni przesłuchiwany przez polski kontrwywiad, po czym zakazano mu wjazdu do Polski na długie lata.
Polscy wspinacze – głównie z Łódzkiego Klubu Wysokogórskiego oraz Dolnośląskiego Klubu Wysokogórskiego pojawili się tu dopiero w latach 80. Jednym z inspiratorów polskiej eksploracji tego terenu był Jan Fijałkowski z Łodzi, który poznał przypadkiem w Skałkach Saksońskich Horsta Dievocka, a ten podarował mu stary niemiecki przewodnik wspinaczkowy po Górach Stołowych. Sam Horst mógł ponownie zacząć się wspinać w tym terenie dopiero po upadku muru berlińskiego. Najbardziej intensywna eksploracja tego terenu wspinaczkowego miała miejsce w pierwszej połowie lat 90..
W środowisku polskich wspinaczy cały obszar Gór Stołowych określa się mianem Hejszowiny. Od 1997 r. wspinaczka w rejonie Szczelińca Wielkiego jest obłożona licznymi restrykcjami przez zarząd Parku Narodowego Gór Stołowych. Obecnie obowiązuje zakaz wspinania się na wolno stojące skałki na szczycie masywu Szczelińca i dozwolone jest tylko wspinanie się po dolnych ścianach masywu. Jednak nawet dostęp do dolnych ścian jest obłożony limitem 150 przejść rocznie. Ponadto wolno się wspinać w rejonach: Filary Skalne, Radkowskie Skały, Narożnik, Kopa Śmierci, Stary Biwak.
Aby móc się wspinać po stronie czeskiej, należy być członkiem klubu zrzeszonego w UIAA, wspinać można się wyłącznie w wyznaczonych obszarach; w niektórych rejonach wspinaczka jest zabroniona. Do najbardziej znanych terenów wspinaczkowych po czeskiej stronie zaliczają się Broumovské stěny, Adršpašsko-teplické skály i Wzniesienie Ostaša.
W całym rejonie, zarówno po czeskiej, jak i polskiej stronie zabronione jest stosowanie metalowego sprzętu asekuracyjnego (zamiast tego stosuje się tzw. węzełki) i wspinania się po mokrej skale. Obie zasady wynikają z faktu, że piaskowiec jest bardzo kruchą skałą, której wytrzymałość mechaniczna bardzo spada, gdy skała jest nasycona wilgocią.

## Narciarstwo biegowe
W polskiej części gór w zimie wytyczane są trzy główne pętle tras biegowych. Należy pamiętać, że czasem, ze względu na warunki śniegowe przebieg tych tras zmienia się.
- Karłów – Łąki Pasterskie – Pasterka – Karłów (12 km)
- Karłów – Praski Trakt – Zbój (obok Wielkiego Torfowiska Batorowskiego) – Karłów (7,4 km)
- Batorówek – Kręgielny Trakt – skrzyżowanie przy Wielkim Torfowisku Batorowskim – Praski Trakt – Krzywa Droga – Batorówek (9 km, ma połączenie z trasą o czerwonym znaku)

## Turystyka rowerowa
Przez Góry Stołowe prowadzą dwie międzynarodowe trasy rowerowe. „Góry Stołowe”, oznaczona kolorem niebieskim o długości 125 km – (w tym 64 km po stronie polskiej i 61 po stronie czeskiej) i „Ściany”, oznaczona kolorem czerwonym – o połowę krótsza. Obie te trasy są poprowadzone prawie wyłącznie po drogach utwardzonych i są przeznaczone dla kolarzy trekkingowych. Od 2003 r. sieć tras rowerowych po polskiej stronie jest sukcesywnie rozwijana. Aktualnie istnieją już 3. trasy rowerowe dla kolarzy górskich. W 2005 r. otwarto nowy górski szlak rowerowy z Pasterki na Machovský Kříž, który połączył czeską i polską sieć szlaków rowerowych przeznaczonych dla kolarzy górskich. Część spośród szlaków pieszych w Górach Stołowych nadaje się do jazdy na rowerze, można tu jednak natknąć się na niespodzianki w postaci ścieżek zawalonych na długich odcinkach ściętymi gałęziami, ścieżek prowadzących przez grzęzawiska, stromych schodów i wąskich przejść między skałkami. Jazda po pieszych szlakach na terenie Parku Narodowego rowerem jest jednak formalnie zakazana.
Po stronie czeskiej, gdzie turystyka rowerowa jest o wiele popularniejsza, istnieje od dawna rozbudowana sieć tras wytyczonych specjalnie dla rowerów licząca kilkadziesiąt różnych szlaków. Podobnie jak po polskiej stronie jazda po szlakach pieszych jest zabroniona w obszarach chronionych, chyba że po szlaku pieszym prowadzi jednocześnie szlak rowerowy. Na tych odcinkach piesi mają jednak pierwszeństwo przed rowerzystami.

### Międzynarodowe trasy rowerowe
- Międzynarodowa Trasa „Góry Stołowe” (nr 4020) – o łącznej długości 126 km po obu stronach granicy (65 km po stronie polskiej) przebieg trasy po stronie polskiej: przejście graniczne Tłumaczów – Gajów – Radków – Ratno Dolne – Wambierzyce – Studzienna – Chocieszów – Wolany – Polanica-Zdrój – Szczytna – Duszniki-Zdrój – Słoszów – Kulin – Gołaczów – Dańczów – Kudowa-Zdrój – przejście graniczne Czermna / Malá Čermná
- Międzynarodowa Trasa „Ściany” (nr 4001), tworząca pętlę na terenie Polski i Czech. Jej łączna długość to 56 km, z czego 19 km w Polsce. Przebieg po stronie polskiej: przejście graniczne Bożanov/Radków – Radków – Karłów – przejście graniczne Ostra Góra/Machovská Lhota.
- Trasa im. T.G. Masaryka – utworzona w 2004 r., nazwana na cześć przedwojennego prezydenta Czechosłowacji, który odwiedzał Góry Stołowe. Po stronie polskiej trasa ta ma 18 km, jej przebieg: przejście graniczne Žďárky/Pstrążna (przekraczanie granicy możliwe po otwarciu przejścia) – Pstrążna (Skansen) – Rozdroże pod Lelkową – Jakubowice – Kudowa-Zdrój – Czermna (Kaplica Czaszek) – Słone – przejście graniczne Kudowa Słone/Náchod.
- Trasa Rytně – Karłów – Łączy miejscowości Rytně i Karłów, częściowo pokrywa się z trasą im. T.G. Masaryka. Po stronie polskiej ma 17,5 km długości: przejście graniczne Kudowa Słone / Náchod – Słone – Czermna (Kaplica Czaszek) – Pstrążna – Rozdroże pod Lelkową – Polana YMCA – Szosa Stu Zakrętów – Karłów

### Niektóre oznakowane cyklotrasy w Czechach
- nr 4001 Trasa widokowa (27 km), niebieski znak
- nr 4003 Droga Pana (5 km)

### Trasy rowerowe w Polsce
- Trasa Szczeliniec biegnie w całości na terenie Parku Narodowego Gór Stołowych, tworząc pętlę o długości 24 km. Jej przebieg: Karłów – Pasterka – Droga nad Urwiskiem – Skalne Grzyby – Batorów – Karłów.
- – żółte szlaki rowerowe są w Górach Stołowych łącznikami między trasami innych znaków.

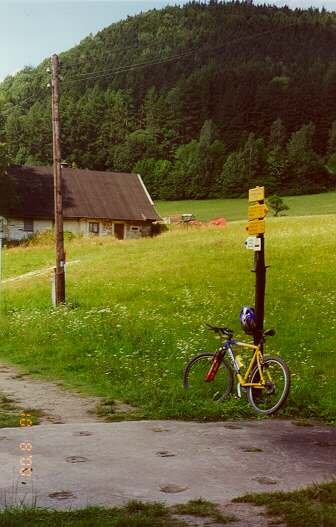
Przejście graniczne Machovska Lhota – Ostra Góra

## Przejścia graniczne
- Golińsk – Starostín (drogowe, czynne całą dobę)
- Kudowa Słone – Náchod (drogowe, czynne całą dobę)
- Otovice – Tłumaczów (drogowe, czynne całą dobę)
- Pasterka – Machovsky Křiž (turystyczne, czynne 1.04–30.09 w godz. 8.00–20.00, 1.10–31.03 w godz. 8.00–18.00)
- Czermna – Malá Čermná (turystyczne czynne 1.04–30.09 w godz. 8.00–20.00, 1.10–31.03 w godz. 8.00–18.00)
- Radków – Božanov (turystyczne, czynne 1.04–30.09 w godz. 8.00–20.00, 1.10–31.03 w godz. 8.00–18.00)
- Ostra Góra – Machovská Lhota (turystyczne, czynne 1.04–30.09 w godz. 8.00–20.00, 1.10–31.03 w godz. 8.00–18.00)
- Chełmsko Śląskie – Libná (turystyczne, czynne 1.04–30.09 w godz. 8.00–20.00, 1.10–31.03 w godz. 8.00–18.00)
- Pstrążna – Žďárky (turystyczne, czynne 1.04–30.09 w godz. 8.00–20.00, 1.10–31.03 w godz. 8.00–18.00)

21 grudnia 2007 r. na mocy Układu z Schengen wszystkie przejścia graniczne zostały zlikwidowane.